# Доброшани
Доброшани (на македонска литературна норма: Доброшани) е село в Община Щип, Северна Македония.

## География
Доброшани е селце разположено на 8 километра югозападно от град Щип.

## История
В XIX век Доброшани е село в Щипска кааза на Османската империя. Според статистиката на Васил Кънчов („Македония. Етнография и статистика“) от 1900 година в Добришани има 300 жители, всички турци.
След Междусъюзническата война селото остава в Сърбия. Според Димитър Гаджанов в 1916 година в Доброшани живеят 227 турци.

## Личности
Родени в Доброшани
- Димо Димчев (р. 1952), арумънски писател от Северна Македония